# Oxyrhachis abyssiniensis
Oxyrhachis abyssiniensis är en insektsart som beskrevs av Capener 1972. Oxyrhachis abyssiniensis ingår i släktet Oxyrhachis och familjen hornstritar. Inga underarter finns listade i Catalogue of Life.